# 独孤顺
独孤顺（?—?），云中盛乐（内蒙古和林格尔县）人，西魏八大柱国之一独孤信的第五子，隋文帝独孤伽罗皇后的异母兄。
独孤信原配夫人如罗氏，生独孤罗。夫人郭氏生子六人：独孤善、独孤穆、独孤藏、独孤顺、独孤陀、独孤整；夫人崔氏生隋文帝皇后独孤伽罗，周明帝明敬皇后，唐高祖之母元贞皇后的生母不详。西魏文帝大统十四年（548年），独孤信第二子独孤善封魏宁县公，第三子独孤穆文侯县侯，第四子独孤藏义宁县侯，三人食邑各一千户；第五子独孤顺项城县伯，第六子独孤陀建忠县伯，二人食邑各五百户。独孤顺在隋朝官至祠部侍郎，封武成公。

## 家族
- 子：独孤安诚，《通典》作独孤晟，唐朝殿中少监、殿中监。
  - 孙：独孤贤意，独孤安诚之子
    - 曾孙：独孤庆之，独孤贤意之子，唐朝左武卫将军
      - 玄孙：独孤充忠，独孤庆之之子，唐朝汉州刺史

  - 孙：独孤贤道（650年—717年），独孤安诚之子，唐朝右武威卫长史，有墓志出土
    - 曾孙：独孤炅，独孤贤道嗣子
    - 曾孙：独孤朏，独孤贤道之子，有墓志出土
      - 玄孙：独孤杰，独孤朏之子

    - 曾孙：独孤曜，独孤贤道第八子，唐朝虢州阌乡县令